# Maya és Miguel
A Maya és Miguel (eredeti cím: Maya & Miguel) amerikai televíziós 2D-s számítógépes animációs sorozat, amelyet Deborah Forte alkotott és Tony Kluck rendezett. A zenéjét David Ricard szerezte. Amerikában a PBS vetítette, Magyarországon pedig a Minimax sugározta.

## Ismertető
A két főszereplő egy tízéves rakoncátlan ikerpár, akiknek neve Maya Santos és Miguel Santos. A történet vibrálóan színes és mozgalmas, amely nem enged egy perc unatkozást sem a képernyő előtt. A történet során megismerhető a Santos család kalandos, bővelkedő és mediterrán módra pörgős hétköznapjai. Az élet náluk olyan, hogy nem lassul le.

## Szereplők
- Maya Santos (Kiss Virág)
- Miguel Santos (Seszták Szabolcs)
- Paco (Szokol Péter)
- Maggie anyja
- Maggie (Böhm Anita)
- Abuela Elena, Maya és Miguel nagymamája  (Illyés Mari)
- Chrissy (Roatis Andrea)
- Rosa Santos, Maya és Miguel anyukája (Németh Kriszta)
- Santiago Santos, Maya és Miguel apukája  (Faragó András)
- Tito Chávez, Maya és Miguel unokaöccse (Szalay Csongor, Baráth István)
- Andy (Molnár Levente)
- Theo  (Szvetlov Balázs)